# Make Up (canción de Vice y Jason Derulo)
«Make Up» es una canción del DJ estadounidense Vice y el cantante estadounidense Jason Derulo, con la cantante estadounidense Ava Max como invitada. Fue lanzado como sencillo el 23 de octubre de 2018 a través de Atlantic Records.

## Recepción crítica
Mike Wass de Idolator describió la canción como «un tema funk sobre las alegrías de besarse», mientras que BroadwayWorld declaró que «fusiona el sedoso falsete de Derulo con la irresistible voz de Max para lograr el mejor himno sobre besarse». Paper sintió que la canción encapsulaba «la mezcla característica de pop funk sensual y alegre que hemos llegado a amar y esperar de Derulo desde sus días en 'Whatcha Say'».

## Video musical
El video musical de la canción fue lanzado el 23 de octubre de 2018. Muestra a Derulo bailando y posando sin camisa y a Max descansando junto a la piscina. Actualmente, el video tiene más de 6 millones de reproducciones en YouTube.

## Créditos y personal
Créditos adaptados de Tidal.
- Vice – artista intérprete
- Jason Desrouleaux – artista intérprete, composición
- Amanda Ava Koci – artista intérprete
- Charles Puth – composición, producción
- Ian Kirkpatrick – composición, producción
- Ashley Gorley – composición
- Jacob Kasher – composición

## Posicionamiento en listas
| Listas (2018)               | Mejor posición |
| --------------------------- | -------------- |
| Nueva Zelanda (Hot Singles) | 40             |

## Historial de lanzamiento
| Región | Fecha                 | Formato(s)                 | Discográfica     | Ref   |
| ------ | --------------------- | -------------------------- | ---------------- | ----- |
| Varios | 23 de octubre de 2018 | Descarga digital streaming | Atlantic Records | [ 9 ] |